# Gulörad lorikit
Gulörad lorikit (Trichoglossus meyeri) är en fågelart i familjen östpapegojor inom ordningen papegojfåglar.

## Utbredning och systematik
Fågeln förekommer enbart på Sulawesi. Den kategoriserades tidigare som underart till Saudareos flavoviridis men urskiljs numera vanligen som egen art.

## Status och hot
Arten har ett stort utbredningsområde, men tros minska i antal, dock inte tillräckligt kraftigt för att den ska betraktas som hotad. Internationella naturvårdsunionen IUCN listar arten som livskraftig (LC).